# حامد کمیلی
سیّدحامد کمیلی (زادهٔ ۱۴ تیر ۱۳۶۱) بازیگر ایرانی است. وی بازیگری در سینما را با فیلم تردید (۱۳۸۷) ساختهٔ واروژ کریم‌مسیحی آغاز کرد که برای این فیلم نامزد دریافت سیمرغ بلورین بهترین بازیگر نقش مکمل مرد در جشنواره فیلم فجر شد. او با بازی در در نقش «الیاس» در مجموعهٔ تلویزیونی اغما (۱۳۸۶) مشهور شد.

## فیلم‌شناسی

### فیلم
| سال  | عنوان                    | کارگردان                     |  |
| ---- | ------------------------ | ---------------------------- |  |
| ۱۴۰۲ | آغوش باز                 | بهروز شعیبی                  |  |
| ۱۴۰۱ | روایت ناتمام سیما        | علیرضا صمدی                  |  |
| ۱۴۰۰ | ۲۸۸۸                     | کیوان علی‌محمدی علی‌اکبر حیدری |  |
| ۱۳۹۹ | آهو                      | هوشنگ گلمکانی                |  |
| ۱۳۹۹ | جوجه تیغی                | مستانه مهاجر                 |  |
| ۱۳۹۸ | خوب، بد، جلف ۲: ارتش سری | پیمان قاسم‌خانی               |  |
| ۱۳۹۸ | سازهای ناکوک             | علی حضرتی                    |  |
| ۱۳۹۷ | سینما شهر قصه            | کیوان علی‌محمدی               |  |
| ۱۳۹۷ | جمشیدیه                  | یلدا جبلی                    |  |
| ۱۳۹۶ | لیلاج                    | داریوش یاری                  |  |
| ۱۳۹۵ | گیلدا                    | کیوان علی‌محمدی امید بنکدار   |  |
| ۱۳۹۵ | راه رفتن روی سیم         | احمدرضا معتمدی               |  |
| ۱۳۹۵ | ایتالیا ایتالیا          | کاوه صباغ‌زاده                |  |
| ۱۳۹۴ | سیانور                   | بهروز شعیبی                  |  |
| ۱۳۹۲ | خانه‌ای کنار ابرها        | سید جلال دهقانی اشکذری       |  |
| ۱۳۹۰ | زیباتر از زندگی          | انسیه شاه‌حسینی               |  |
| ۱۳۸۹ | پایان‌نامه                | حامد کلاهداری                |  |
| ۱۳۸۹ | اخلاقتو خوب کن           | سید مسعود اطیابی             |  |
| ۱۳۸۹ | هرچی خدا بخواد           | نوید میهن‌دوست                |  |
| ۱۳۸۹ | دردسر بزرگ               | مهدی گلستانه                 |  |
| ۱۳۸۹ | پرستوهای عاشق            | فریال بهزاد                  |  |
| ۱۳۸۸ | دلقک‌ها                   | عباس مرادیان                 |  |
| ۱۳۸۸ | شکلات داغ                | حامد کلاهداری                |  |
| ۱۳۸۷ | پسر آدم، دختر حوا        | رامبد جوان                   |  |
| ۱۳۸۷ | دو خواهر                 | محمد بانکی                   |  |
| ۱۳۸۷ | تردید                    | واروژ کریم‌مسیحی              |  |

### تلویزیون
| سال  | عنوان                 | نقش | کارگردان         | یادداشت        |
| ---- | --------------------- | --- | ---------------- | -------------- |
| ۱۳۹۴ | نفس گرم               |     | محمدمهدی عسگرپور |                |
| ۱۳۹۳ | پرده‌نشین              |     | بهروز شعیبی      |                |
| ۱۳۹۲ | پروانه                |     | جلیل سامان       |                |
| ۱۳۸۸ | وقتی نبودم            |     | داریوش یاری      | فیلم تلویزیونی |
| ۱۳۸۸ | طلاق به سبک ایرانی    |     | فرید کلهر        | فیلم تلویزیونی |
| ۱۳۸۸ | فراری                 |     | سعید عالم‌زاده    | فیلم تلویزیونی |
| ۱۳۸۷ | بگو که رؤیا نیست      |     | مهدی گلستانه     | فیلم تلویزیونی |
| ۱۳۸۷ | پیامک از دیار باقی    |     | سیروس مقدم       |                |
| ۱۳۸۶ | خانه شش‌در             |     | مجید جوانمرد     |                |
| ۱۳۸۶ | نقش جهان              |     | فریدون خسروی     |                |
| ۱۳۸۶ | ملک دل                |     | محمد درمنش       |                |
| ۱۳۸۶ | خط‌شکن                 |     | مسعود تکاور      |                |
| ۱۳۸۶ | اغما                  |     | سیروس مقدم       |                |
| ۱۳۸۶ | حرف ربط               |     | فریدون خسروی     | فیلم تلویزیونی |
| ۱۳۸۶ | عبور از شب            |     | مهدی کرم‌پور      | فیلم تلویزیونی |
| ۱۳۸۶ | گوشه نشینان           |     | سیروس مقدم       | فیلم تلویزیونی |
| ۱۳۸۵ | به دنیا بگویید بایستد |     | محمدرضا آهنج     |                |
| ۱۳۸۵ | پرواز در حباب         |     | سیروس مقدم       |                |
| ۱۳۸۵ | مجلس آخر، ذبح اسماعیل |     | سیروس مقدم       | فیلم تلویزیونی |
| ۱۳۸۴ | پای پیاده             |     | اصغر توسلی       |                |

### نمایش خانگی
| سال  | عنوان                    | نقش           | کارگردان         |
| ---- | ------------------------ | ------------- | ---------------- |
| ۱۴۰۳ | بلیط یک‌طرفه              | شهاب          | پوریا حیدری اوره |
| ۱۴۰۲ | مرداب                    | صدرا فتحی     | برزو نیک نژاد    |
| ۱۴۰۰ | قبله عالم                | ناصرالدین شاه | حامد محمودی      |
| ۱۳۹۹ | خوب، بد، جلف: رادیواکتیو | فربد مولایان  | محسن چگینی       |
| ۱۳۹۷ | رقص روی شیشه             | سیاوش نامدار  | مهدی گلستانه     |

### تئاتر
| سال  | نام اثر                                 | کارگردان       |
| ---- | --------------------------------------- | -------------- |
| ۱۴۰۱ | دکتر نون زنش را بیشتر از مصدق دوست دارد | هادی مرزبان    |
| ۱۳۹۴ | ریچارد                                  | حمیدرضا نعیمی  |
| ۱۳۹۶ | شوایک، سرباز ساده دل                    | حمیدرضا نعیمی  |
| ۱۳۹۴ | اتاق ۴۹۸                                | کامیار صالح‌پور |